# Бушадорс де Пинос, Жоан Антони
Жоан Антони де Бушадорс де Пинос-и-де Рокаберти (кат. Joan Antoni de Boixadors de Pinós y de Rocaberti; 1672, Бадалона — 1745, Сампьердарена, Генуя),  граф де Савелья — испанский военный и политический деятель, музыкант и ученый,  вице-король Майорки.

## Биография
Сын Жоана де Бушадорса-и-де Рокаберти, графа де Савелья, и его второй жены Тересы де Пинос, также известен как Хуан Антонио де Пач.
5-й граф де Савелья, 7-й граф де Перелада, 5-й маркиз де Англесола и виконт де Рокаберти. Управлял наследственными владениями своей семьи на Майорке, что делало его влиятельным на острове лицом.
Изучал музыку в монастыре Монсеррат, где сочинил несколько музыкальных произведений, из которых сохранились два четырехголосных мизерере, написанных в 1687 году. Автор литературных произведений на каталанском языке. Как военный был капитаном полковника Барселонской коронелы, оборонял город, осажденный герцогом де Вандомом в 1697 году. В 1700 году участвовал в основании Барселонской Академии недоверчивых, став ее президентом. В 1701 году был в числе послов, направленных Барселонским советом ста приветствовать Марию Луизу Савойскую, невесту Филиппа V, проезжавшую по Каталонии.
Одним из первых аристократов встал на сторону Габсбургов в войне за Испанское наследство, и, тем не менее, не попал под следствие после провала восстания 1704 года. 16 октября 1705 был возведен в достоинство гранда Испании эрцгерцогом Карлом, прибывшим в Каталонию.
5 апреля 1706 стал помощником нового государя и в том же году участвовал в обороне Барселоны. В конце сентября отправился на Балеарские острова в качестве полномочного министра эрцгерцога Карлоса с англо-голландской эскадрой под командованием адмирала Лейка. Предварительно он организовал на островах проавстрийский заговор, воспользовавшись своими разветвленными связями на Майорке. Родство с влиятельными майоркскими семьями было использовано для содействия формированию и укреплению прогабсбургской партии, к которой присоединилась часть знати столицы под давлением тестя Бушадорса Франсеска Суреды де Сантмарти.
Сторонникам Габсбургов без труда удалось захватить Ибицу, 24 сентября 1706 флот подошел к берегам Майорки, на которой также не встретил большого сопротивления, хотя экспедиция не получила поддержки со стороны властей острова. В столице Майорки после подписания капитуляции 4 октября Бушадорс организовал присягу Карлу III, от имени которого поклялся сохранить привилегии острова. Затем он изгнал администрацию и сторонников Бурбонов. 25 ноября 1707 граф де Савелья получил титул вице-короля.
В течение первых месяцев своего наместничестаа он отправил в изгнание нескольких про-бурбонов, в том числе епископа, нескольких иезуитов и рыцарей, а также всех французов, живших на острове. 18 августа 1707, по случаю объявления о свадьбе Карл среди прочих назначил Бушадорса своим палатным дворянином. В сентябре 1708 года британский флот благодаря существенной поддержке габсбургского вице-короля овладел Меноркой.
В ноябре 1709 был сменен на посту маркизом дель Рафалем. Вернувшись в Барселону, Бушадорс был директором музыкальной капеллы Королевского дворца. В 1710 году он участвовал в строительстве Мореллы, получив титул наместника Валенсии. В сентябре 1711 года сопровождал Карла в Вену, где предпринял безуспешные дипломатические усилия, пытаясь не допустить эвакуации имперских войск из Каталонии.
Из-за своей преданности Австрийскому дому Жоан Антони де Бушадорс с семьей стал одним из первых испанских политических изгнанников. В 1717—1721 годах он был директором Императорской музыкальной капеллы в Вене, а в его дворце давались концерты и итальянская опера. 26 ноября 1721 император Карл VI пожаловал графа в рыцари ордена Золотого руна. Бушадорс не воспользовался амнистией, объявленной Филиппом V по случаю подписания в 1725 году Венского мира. В 1731—1740 годах он был членом Совета Испании и президентом Верховного совета Фландрии. По словам поэта Апостоло Дзенто, он был одним из самых влиятельных людей при дворе Карла VI.
После смерти императора в 1740 году, столкнувшись с враждебностью его жены Елизаветы Брауншвейгской и дочери Марии Терезии, у которой было иное отношение к испанцам, которые все еще оставались в Империи, он покинул свои посты в Вене и вышел в отставку, прселившись в Италии, неподалеку от Генуи, где и умер.

## Семья
1-я жена (1699): Дионисия де Суреда де Сантмарти-и-Сафортеса (ок. 1672—?), дочь Франсеска де Суреды де Сантмарти и Хуаны де Бургес-Сафортесы
Дети:
- Тереса де Бушадорс-и-Суреда де Сантмарти (ок. 1700—1759). Муж (ок. 1720): Франсиско де Сентменат-и-Агуло (1697—?)
- Карлос де Бушадорс-и-Суреда де Сантмарти (ок. 1702—?)
- Бернардо Антонио де Рокаберти-Бушадорс-и-Суреда Сантмарти (ок. 1704—1745), граф де Пералада. Жена 1) (ок. 1734): Сесилия Фаустина де Чавес (ок. 1718—1748); 2): Магдалена Суреда де Сантмарти (ок. 1725—?)
- Хуана де Бушадорс-и-Суреда де Сантмарти (ок. 1706—1716)
- Хуан Томас де Бушадорс-и-Суреда де Сантмарти (ок. 1706—1707)
- Франсиско де Бушадорс-и-Суреда де Сантмарти (ок. 1708—1713)
- Хосе де Бушадорс-и-Суреда де Сантмарти (ок. 1712—1782). Жена (ок. 1728): Хуана де Вери-и-Суреда
- Мария Грасия де Бушадорс-и-Суреда де Сантмарти (ок. 1714—?). Муж: Хосе Гальсеран де Пинос Аленторн (1673—1718), маркиз Санта-Мария-де-Барбара
- Хосефа де Бушадорс-и-Суреда де Сантмарти. Муж: Франсиско Хуан Лануса Монтбуи Вилариг Гилаберт, граф Пласенсии

2-я жена: Ксавьера фон Берг и фон Аррендорф
Дочь:
- Мария Антония Бушадорс-и-Берг. Муж: Бартоломе Деклапер